# Prezydencki szmal
Prezydencki szmal – amerykański film sensacyjny z 1995 roku.

## Główne role
- Larenz Tate – Anthony Curtis
- Keith David – Kirby
- Chris Tucker – Skip
- Freddy Rodríguez – Jose
- Rose Jackson – Juanita Benson
- N'Bushe Wright – Delilah Benson
- Alvaleta Guess – Pani Benson
- James Pickens Jr. – Pan Curtis
- Jenifer Lewis – Pani Curtis
- Clifton Powell – Cutty
- Elizabeth Rodriguez – Marisol
- Terrence Howard – Kowboj

## Fabuła
Lata 60. Anthony i Skip są kumplami. Mają różne plany na przyszłość: jeden chce walczyć w Wietnamie, drugi - zostać alfonsem i ćpunem. Obaj w końcu trafiają do Wietnamu, gdzie przechodzą szkołę życia. Po wojnie nie potrafią się odnaleźć i poradzić sobie z problemami. Obaj się pogrążają, ale jeden z nich wpada na pewien pomysł. Postanawia dokonać napadu na konwój, który wiezie pieniądze do zniszczenia (tzw. martwych prezydentów)...